# Miyuki (destroyer)
Pour les articles homonymes, voir Miyuki.
Le Miyuki (深雪) était un destroyer de classe Fubuki en service dans la Marine impériale japonaise entre 1929 et 1934.

## Historique
À sa mise en service, il rejoint avec ses sister-ships Fubuki, Shirayuki et Hatsuyuki la 11e division de destroyers de la 2e Flotte. D'octobre à décembre 1931, il stationne à l'arsenal naval de Kure pour une réparation de ses chaudières.
Le Miyuki coule lors d'une collision avec le destroyer japonais Inazuma le 29 juin 1934 dans le détroit de Corée, à la position 33° 00′ N, 125° 30′ E. Le nombre de victimes n'est pas certain, mais au moins cinq membres d'équipage ont péri dans l'accident. Le Miyuki est rayé des listes de la marine le 15 août 1934.
Le Miyuki est le seul destroyer « moderne » japonais à ne pas avoir participé à la Seconde Guerre mondiale. Il est également le seul destroyer coulé dans une collision avec un autre destroyer japonais de la Marine impériale.